# Podnoszenie ciężarów na Letnich Igrzyskach Olimpijskich 2024 – waga do 73 kg mężczyzn
Rywalizacja w wadze do 73 kg mężczyzn w podnoszeniu ciężarów na Letnich Igrzyskach Olimpijskich 2024 została rozegrana w dniu 8 sierpnia 2024 roku na terenie hali Paris Expo Porte de Versailles.

## Terminarz
| Data       | Godzina |       |
| ---------- | ------- | ----- |
| 8 sierpnia | 19:30   | Finał |

## Wyniki
| Pozycja | Zawodnik              | Reprezentacja    | Rwanie | Rwanie | Rwanie | Rwanie | Podrzut | Podrzut | Podrzut | Podrzut | Wynik |
| Pozycja | Zawodnik              | Reprezentacja    | 1      | 2      | 3      | Wynik  | 1       | 2       | 3       | Wynik   | Wynik |
| ------- | --------------------- | ---------------- | ------ | ------ | ------ | ------ | ------- | ------- | ------- | ------- | ----- |
| złoto   | Rizki Juniansyah      | Indonezja        | 155    | 155    | 162    | 155    | 191     | 199     | —       | 199     | 354   |
| srebro  | Weeraphon Wichuma     | Tajlandia        | 148    | 152    | 152    | 148    | 190     | 194     | 198     | 198     | 346   |
| brąz    | Bozhidar Andreev      | Bułgaria         | 148    | 152    | 154    | 154    | 183     | 187     | 190     | 190     | 344   |
| 4       | Muhammed Furkan Özbek | Turcja           | 150    | 153    | 155    | 150    | 189     | 191     | 191     | 191     | 341   |
| 5       | Luis Javier Mosquera  | Kolumbia         | 150    | 150    | 155    | 155    | 185     | 185     | 189     | 185     | 340   |
| 6       | Masanori Miyamoto     | Japonia          | 147    | 151    | 155    | 151    | 187     | 187     | 193     | 187     | 338   |
| 7       | Bak Joo-hyo           | Korea Południowa | 146    | 147    | 150    | 147    | 186     | 187     | 196     | 187     | 334   |
| 8       | Karem Ben Hnia        | Tunezja          | 145    | 145    | 149    | 149    | 181     | 186     | 187     | 181     | 330   |
| 9       | Bernardin Matam       | Francja          | 138    | 142    | 145    | 145    | 175     | 175     | 180     | 175     | 320   |
| —       | Shi Zhiyong           | Chiny            | 161    | 165    | 168    | 165    | 191     | 191     | 191     | —       | DNF   |
| —       | Julio Mayora          | Wenezuela        | 152    | 156    | 156    | 152    | 188     | 188     | 192     | —       | DNF   |
| —       | Ritvars Suharevs      | Łotwa            | 147    | 147    | —      | —      | —       | —       | —       | —       | DNF   |